# 郁珍
郁珍（15世紀—15世紀），字君聘，號易菴，南直隸應天府江浦縣崇德鄉人，明朝政治人物。

## 生平
郁珍是景泰七年（1456年）應天鄉試舉人，天順元年（1457年）中會試副榜，授義烏訓導，成化八年（1472年）陞固安教諭，每天早上教導士子背誦經史，講明題目後令其寫作科舉題目，午後再一次講學，每月一試以考核學生勤惰，六年內不曾鬆懈，任滿陞南京國子監助教，晉官魯王府左長史，善於輔導親王，得賜四品服致仕，弘治年間曾和縣人石淮草寫縣志，未成事就已去世，年八十一歲，入祀鄉賢祠。

## 家族
父郁賢，有隱德；從父郁貴，歲貢、沁州知州，為人廉潔，因不願意獻媚上級辭官。

## 引用
1. 1 2 3  光緒《江浦埤乘·卷二十二·人物一》：郁珍，字君聘，崇德鄉人，父賢多隱德，從父貴歲貢生，官至沁州知州，操守廉潔，以不肯媚事上官解組歸。珍景泰七年舉人，以乙榜進士署義烏訓導，旋補固安教諭，在任八年勵行植教，固安士風為之一變，再典文衡一秉至公，陞南京國子監助教，晉魯王府左長史，善於輔導，賜四品服致仕，宏治閒嘗與邑人石淮草創縣志，未成而卒，年八十一，祀鄉賢祠 舊志。
2. ↑  民國《固安縣志·卷三》：郁珍，字君聘，號易菴，江蘇江浦縣人，成化八年由舉人任固安教諭，窮經博學、善誨生徒，每日清晨升堂，課諸生背誦經史，早饌畢集諸生於講堂，量資禀學力授以經史，題目悉與講明義理，令作科舉文字，午後復集諸生為講明經史，次日令復講，而課其勤惰，每月一試而殿最之以示勸懲，五六年率以為常未嘗少倦，然猶敬祀事，重鄉飮、抑浮屠，喪禮凡有關於禮教者皆竭力為之，固邑人才由是日盛，秩滿陞國子監助教。